# Wet van Henry
De wet van Henry is een scheikundige wet, vernoemd naar de Engelse wetenschapper William Henry (1775-1836), die betrekking heeft op de evenwichtsituatie van een vloeibaar oplosmiddel dat in contact staat met een gas, zodat gasmoleculen oplossen in het oplosmiddel. Als dit lang genoeg doorgaat, zal er een dynamisch evenwicht worden bereikt, waarbij er per tijdseenheid evenveel gasmoleculen in als uit de oplossing gaan. De concentratie van de opgeloste stof is bij zo'n evenwicht recht evenredig met de concentratie van het gas, die weer evenredig is met de partiële druk van het gas. Dit linair verband tussen het gehalte in de oplossing en in de gasfase wordt de wet van Henry genoemd, en de de evenredigheidsfactor heet de henryconstante {\displaystyle H}.

## Definities
Er zijn talloze manieren om de henryconstante te definiëren, en werden soms bij andere namen genoemd (bunsencoëfficiënt, oplosbaarheidscoëfficiënt, distributiecoëfficiënt, ...). Soms wordt de oplosbaarheid bedoeld {\displaystyle H_{\mathrm {s} }}, d.w.z. de verhouding van het gehalte in de vloeistoffase tot dat in de gasfase, en soms het inverse, de volatiliteit {\displaystyle H_{\mathrm {v} }}. Het gehalte in de oplossing kan een molaire concentratie, molaliteit, massafractie of molfractie zijn, en dat in de gasfase een partieeldruk of molaire concentratie. IUPAC erkent onderstaande acht vormen van de henryconstante.
| oplosbaarheid                                                          | oplosbaarheid                                     | volatiliteit                                                          | volatiliteit                                      |
| definitie                                                              | SI-eenheid                                        | definitie                                                             | SI-eenheid                                        |
| ---------------------------------------------------------------------- | ------------------------------------------------- | --------------------------------------------------------------------- | ------------------------------------------------- |
| {\displaystyle H_{\text{s}}^{cp}={\frac {c_{\text{l}}}{p}}}            | {\displaystyle \mathrm {\frac {mol}{m^{3}\ Pa}} } | {\displaystyle H_{\rm {v}}^{pc}={\frac {p}{c_{\text{l}}}}}            | {\displaystyle \mathrm {\frac {m^{3}\ Pa}{mol}} } |
| {\displaystyle H_{\text{s}}^{xp}={\frac {x}{p}}}                       | {\displaystyle \mathrm {Pa^{-1}} }                | {\displaystyle H_{\rm {v}}^{px}={\frac {p}{x}}}                       | {\displaystyle \mathrm {Pa} }                     |
| {\displaystyle H_{\text{s}}^{bp}={\frac {b}{p}}}                       | {\displaystyle \mathrm {\frac {mol}{kg\ Pa}} }    | {\displaystyle H_{\text{s}}^{pw}={\frac {p}{w}}}                      | {\displaystyle \mathrm {Pa} }                     |
| {\displaystyle H_{\text{s}}^{cc}={\frac {c_{\text{l}}}{c_{\text{g}}}}} | {\displaystyle 1}                                 | {\displaystyle H_{\rm {v}}^{cc}={\frac {c_{\text{g}}}{c_{\text{l}}}}} | {\displaystyle 1}                                 |

Hierbij is
- {\displaystyle c_{\text{l}}} de molaire concentratie van de stof in de vloeisttoffase
- {\displaystyle x} de molfractie van de stof in de vloeisttoffase
- {\displaystyle b} de molaliteit van de stof in de vloeisttoffase
- {\displaystyle w} de massafractie van de stof in de vloeisttoffase
- {\displaystyle p} de partieeldruk van de stof in de gasfase
- {\displaystyle c_{\text{g}}} de molaire concentratie van de stof in de gasfase

Elk vakgebied heeft historisch zijn eigen voorkeur in welke vorm van de henryconstante gedefinieerd wordt. De verschillende vormen zijn echter makkelijk in elkaar om te zetten.

## Waarden van henryconstanten
Enkele voorbeelden van henryconstanten.
| Gas | {\displaystyle H_{\rm {v}}^{pc}={\frac {p}{c_{\text{aq}}}}}                     | {\displaystyle H_{\rm {s}}^{cp}={\frac {c_{\text{aq}}}{p}}}                     | {\displaystyle H_{\rm {v}}^{px}={\frac {p}{x}}} | {\displaystyle H_{\rm {s}}^{cc}={\frac {c_{\text{aq}}}{c_{\text{gas}}}}} |
| Gas | {\displaystyle \left({\frac {{\text{L}}\cdot {\text{atm}}}{\text{mol}}}\right)} | {\displaystyle \left({\frac {\text{mol}}{{\text{L}}\cdot {\text{atm}}}}\right)} | (atm)                                           | (dimensieloos)                                                           |
| --- | ------------------------------------------------------------------------------- | ------------------------------------------------------------------------------- | ----------------------------------------------- | ------------------------------------------------------------------------ |
| O2  | 770                                                                             | 1,3 × 10−3                                                                      | 4,3 × 104                                       | 3,2 × 10−2                                                               |
| H2  | 1300                                                                            | 7,8 × 10−4                                                                      | 7,1 × 104                                       | 1,9 × 10−2                                                               |
| CO2 | 29                                                                              | 3,4 × 10−2                                                                      | 1,6 × 103                                       | 8,3 × 10−1                                                               |
| N2  | 1600                                                                            | 6,1 × 10−4                                                                      | 9,1 × 104                                       | 1,5 × 10−2                                                               |
| He  | 2700                                                                            | 3,7 × 10−4                                                                      | 1,5 × 105                                       | 9,1 × 10−3                                                               |
| Ne  | 2200                                                                            | 4,5 × 10−4                                                                      | 1,2 × 105                                       | 1,1 × 10−2                                                               |
| Ar  | 710                                                                             | 1,4 × 10−3                                                                      | 4,0 × 104                                       | 3,4 × 10−2                                                               |
| CO  | 1100                                                                            | 9,5 × 10−4                                                                      | 5,8 × 104                                       | 2,3 × 10−2                                                               |

## Geldigheid
De wet van Henry is een limietwet, die geldig is in de limiet dat de concentratie opgeloste stof naar nul gaat. Over welk concentratiebereik de wet in de praktijk geldig is, hangt sterk af van hoe niet-ideaal de combinatie opgeloste stof/oplosmiddel is. Hoe minder ideaal hoe beperkter. Verder is de waarde van de henryconstante een eigenschap van de combinatie opgeloste stof/oplosmiddel, dit in tegenstelling tot de constante in Raoults wet die voor het oplosmiddel geldt: dit is de evenwichtsdampdruk van het zuivere oplosmiddel alleen.

## Temperatuursafhankelijkheid
De henryconstante is, zoals andere evenwichtsconstanten, temperatuursafhankelijk. De verandering van de constante met de temperatuur wordt beschreven door de van-'t-hoffvergelijking, of meer kwalitatief via het principe van Le Chatelier. Voor de meeste gassen is het oplossen in een vloeistoffase een exotherm proces. Een temperatuursstijging zorgt dus typisch voor een daling in de oplosbaarheid, zoals ook blijkt in onderstaande voorbeelden.
| {\displaystyle H_{\text{s}}^{cc}} | 0 °C   | 15 °C  | 30 °C  |
| --------------------------------- | ------ | ------ | ------ |
| N2                                | 0,0235 | 0,0177 | 0,0149 |
| CO                                | 0,0354 | 0,0268 | 0,0222 |
| CO2                               | 1,713  | 1,075  | 0,760  |
| O2                                | 0,0492 | 0,0365 | 0,0274 |

## Toepassingen
Duikers moeten er rekening mee houden dat gassen bij duiken op grote diepte in het bloed kunnen oplossen; omgekeerd kunnen bij het opnieuw opstijgen gasbellen in de bloedbaan ontstaan die de bloedstroom beletten (embolie) (zie caissonziekte).
Als een flesje frisdrank nog ongeopend is, bevindt zich boven de drank koolstofdioxide onder een druk die hoger is dan de buitenluchtdruk. Daardoor is de concentratie koolstofdioxide die in de drank is opgelost, ook hoog. Wordt het flesje geopend, daalt de druk plotseling, waardoor de concentratie koolstofdioxide in de drank te hoog is voor een evenwicht. Het teveel aan koolstofdioxide vormt dan belletjes in de drank: de 'prik' van de frisdrank.
Wanneer relatief koud water uit de kraan in een lege bak (zoals een aquarium) gegoten wordt en de temperatuur van het water naar kamertemperatuur stijgt, kunnen ook belletjes ontstaan op de bodem en aan de wand van de bak. Dit wordt veroorzaakt door gassen (zoals stikstof en koolstofdioxide) die in het water opgelost zaten. Warmer water kan minder van deze gassen bevatten, zoals ook blijkt uit de lagere waarde van de henryconstante bij hogere temperaturen (zie boven). Het teveel aan gas gaat dan uit het water en vormt belletjes. Op deze temperatuursafhankelijkheid van de henryconstante steunt ook de werking van een ontgasser.
Samen met de wet van Raoult wordt de wet van Henry gebruikt bij de thermodynamische beschrijving van niet-ideale oplossingen.